# Temeleuți (Florești)
Temeleuți è un comune della Moldavia situato nel distretto di Florești di 1.185 abitanti al censimento del 2004